# محمد عبد الرحمن الضويني
محمد عبد الرحمن محمد الضويني (29 مارس 1965 - ) هو عالم دين مسلم مصري، يشغل منصب وكيل الأزهر الشريف منذ 14 أكتوبر 2020، وعضو هيئة كبار علماء الأزهر منذ 8 يوليو 2021، ولد في 29 مارس 1965 بقرية محلة زياد ومجول بمركز سمنود بمحافظة الغربية في مصر، وهو متزوج وله ثلاثة أبناء.

## المؤهلات العلمية
حصل الدكتور محمد الضويني على ثلاثة درجات علمية هي:
- درجة الإجازة العالية شعبة الشريعة والقانون من جامعة الأزهر بتقدير جيد جدا مع مرتبة الشرف سنة 1990.
- درجة التخصص في الفقه المقارن سنة 1995، عن موضوع «تحقيق ودراسة كتاب النكاح من مخطوط تهذيب الأحكام للإمام البغوي».
- درجة العالمية في الفقه المقارن سنة 1998، عن موضوع «بيان أحكام المذاهب الثمانية ومقارنتها والترجيح بينها ثم المقارنة مع القانون الوضعي وترجيح الاتجاه المناسب وفق مقتضيات الدليل والمصلحة».

## المناصب
تدرج الدكتور محمد الضويني في مختلف الوظائف بالأزهر الشريف وخارجه وهي:
- معيدا بقسم الفقه المقارن بكلية الشريعة والقانون جامعة الأزهر 1991.
- مدرس مساعد بقسم الفقه المقارن بكلية الشريعة والقانون جامعة الأزهر بالقاهرة 1995.
- مدرس بقسم الفقه المقارن بكلية الشريعة والقانون 1998.
- أستاذ مساعد في أكاديمية السلطان قابوس لعلوم الشرطة بسلطنة عمان 2002.
- أستاذ مشارك للشريعة الإسلامية والفقه المقارن بمعهد دبي القضائي 2014.
- رئيس قسم الفقه المقارن بكلية الشريعة والقانون 2018.
- وكيل لكلية الشريعة والقانون بجامعة الأزهر بالقاهرة لشئون التعليم والطلاب 2019.
- رئيس أكاديمية الأزهر العالمية لتدريب الأئمة والوعاظ وباحثي الفتوى، أمين عام لهيئة كبار العلماء بالأزهر، ووكيل الأزهر الشريف 2020.

## المؤلفات العلمية
للدكتور محمد الضويني العديد من المؤلفات أهمها:
- التصرف في أعضاء الإنسان من منظور إسلامي - دراسة مقارنة لأحدث الاتجاهات الفقهية المعاصرة.
- أحكام القسمة - دراسة فقهية مقارنة بين الفقه الإسلامي والقانون المدني.
- موقف الإسلام من حرمان بعض الأسر للبنات من الميراث.
- تغير قيمة النقود وأثره في الحقوق والالتزامات.
- فروع في بعض المعاملات المالية المعاصرة.
- منهج الشريعة الإسلامية في ترشيد الاستهلاك وأثره على التنمية.
- أحكام زكاة الديون في الفقه الإسلامي.
- موقف الشريعة الإسلامية من القل بدافع الشفقة في حالات الإنعاش الصناعي.

## وصلات خارجية
- الصفحة الرسمية على موقع فيس بوك.

| سبقه صالح عباس | وكيل الأزهر 14 أكتوبر 2020 - | تبعه في المنصب |